# オクタクロロ二モリブデン(II)酸カリウム
オクタクロロ二モリブデン(II)酸カリウム (オクタクロロにモリブデン に さんカリウム、英: potassium octachlorodimolybdate(II)) は、化学式が  K4[Mo2Cl8] と表される無機化合物である。この赤色の塩はカリウムイオンとオクタクロロ二モリブデン(II)酸イオン (Mo2Cl84-) から構成される。このアニオンは初めて四重結合が説明された化学種であるため、歴史的に興味深い。この塩はふつう二水和物として得られる。

## 合成

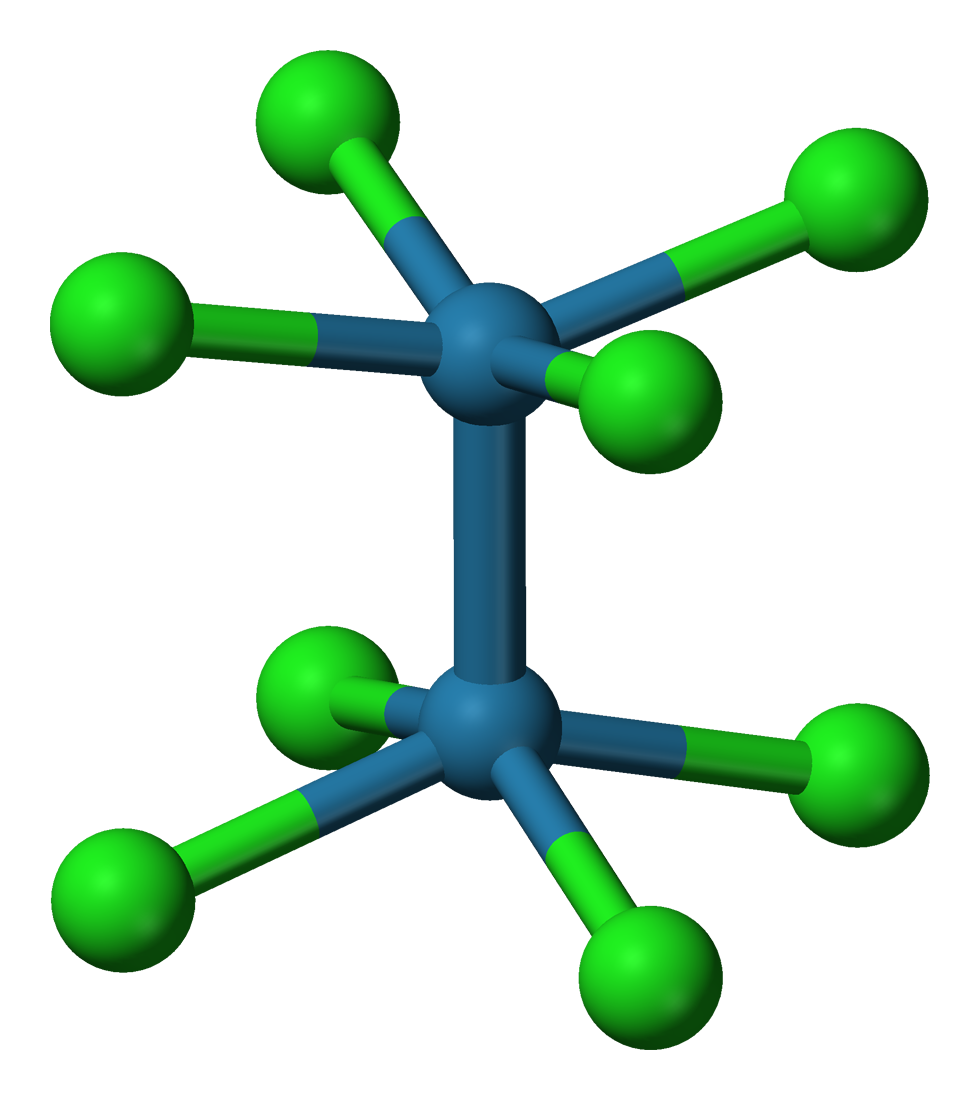
Mo-Mo 四重結合を含む、オクタクロロ二モリブデン(II)酸イオン [Mo_{2}Cl_{8}]^{4-}

この化合物はヘキサカルボニルモリブデンから2つのステップで作られる。
{\displaystyle {\ce {2 Mo(CO)6\ + 4CH3COOH -> Mo2(CH3COO)4\ + 2H2\ + 12CO}}}
{\displaystyle {\ce {Mo2(CH3COO)4\ + 4HCl\ + 4KCl -> K4[Mo2Cl8]\ + 4CH3COOH}}}
酢酸と塩酸との反応では最初、三モリブデン化合物ができるとされていたが、その後の結晶分析で生成物に D4h 対称の [Mo2Cl4−
8] アニオンが含まれていることが確認された。Mo-Mo 間の距離は2.14 Åである。